# Bocca Serriola
Bocca Serriola este o arie protejată (arie specială de conservare — SAC, sit de importanță comunitară — SCI, arie de protecție specială avifaunistică — SPA) din Italia întinsă pe o suprafață de 1.273 ha, integral pe uscat.

## Localizare
Centrul sitului Bocca Serriola este situat la coordonatele 43°32′15″N 12°20′40″E / 43.5375°N 12.3444°E.

## Înființare
Situl Bocca Serriola a fost declarat sit de importanță comunitară în iunie 1995 pentru a proteja 19 specii de animale. Alte tipuri de protecție:
- arie de protecție specială avifaunistică (în martie 2003)[2]
- arie specială de conservare (în decembrie 2016)[1][3][4]

## Biodiversitate
Situată în ecoregiunea continentală, aria protejată conține 5 habitate naturale: Păduri de stejar alb estice, Galerii de Salix alba și de Populus alba, Râuri mediteraneene cu debit permanent cu specii de Paspalo-Agrostidion și galerii riverane de Salix și de Populus alba, Pseudostepă cu ierburi și specii anuale de Thero-Brachypodietea, Pajiști uscate seminaturale și facies de acoperire cu tufișuri pe substraturi calcaroase (Festuco-Brometalia) (* situri importante pentru orhidee).
La baza desemnării sitului se află mai multe specii protejate:
- păsări (16): uliu porumbar (Accipiter gentilis), uliu păsărar (Accipiter nisus), șorecarul comun (Buteo buteo), caprimulg (Caprimulgus europaeus), florinte (Chloris chloris), șerpar (Circaetus gallicus), botgros (Coccothraustes coccothraustes), porumbel gulerat (Columba palumbus), ciocănitoare pestriță mare (Dendrocopos major), cinteză (Fringilla coelebs), sfrâncioc roșiatic (Lanius collurio), ciocârlie de pădure (Lullula arborea), viespar (Pernis apivorus), mugurarul (Pyrrhula pyrrhula), turturică (Streptopelia turtur), sturzul de vâsc (Turdus viscivorus)
- mamifere (1): lupul (Canis lupus)
- nevertebrate (2): croitorul mare al stejarului (Cerambyx cerdo), rădașcă (Lucanus cervus)

Pe lângă speciile protejate, pe teritoriul sitului au mai fost identificate 4 specii de plante, 2 specii de păsări, 1 specie de amfibieni, 2 specii de mamifere, 2 specii de reptile.